# Cosenza Calcio 2017-2018
Questa voce raccoglie le informazioni riguardanti il Cosenza Calcio nelle competizioni ufficiali della stagione 2017-2018.

## Stagione
La stagione 2017-2018 è per il Cosenza la 31ª partecipazione alla terza serie del Campionato italiano di calcio, nel girone C.
Gli abbonati alla stagione calcistica sono 672.
Il 13 giugno è stata ingaggiato come nuovo Direttore Sportivo l'ex Lecce e Virtus Francavilla Stefano Trinchera con un contratto di due anni, a partire dal 1º luglio 2017.
Nella giornata del 19 giugno, dopo qualche giorno di trattativa, i rossoblù annunciano come nuovo allentare Gaetano Fontana Contestualmente, viene ringraziato per il suo lavoro Stefano De Angelis, il quale ha allenato la squadra per tutta la seconda parte della passata stagione.
Il 29 giugno è stata depositata la domanda d'iscrizione presso gli uffici della Lega Pro, in via Jacopo Diacceto a Firenze.
Il 4 luglio il Cosenza presenta alla stampa il nuovo mister ed il nuovo Direttore Sportivo all'interno della sala stampa "Donato Bergamini" dello Stadio San Vito-Gigi Marulla.
Per il terzo anno consecutivo, la squadra ha effettuato il ritiro precampionato a Lorica, in provincia di Cosenza, diramano la lista dei convocati per il ritiro e contestualmente vengono comunicate le date di tre amichevoli. Infatti, il 20 luglio i rossoblù hanno disputato un'amichevole con l'A.C. Morrone vinta per 4-0; la seconda amichevole, prevista per il 23 luglio, doveva giocarsi contro la Sicula Leonzio, squadra siciliana appena promossa in Serie C, ma è stata annullata; un'ultima, che conclude il ritiro estivo, contro la Stelle Azzurre S. G. F., formazione locale partecipante al campionato di Seconda Categoria calabrese, giocata il 27 luglio e vinta dai rossoblù con 18 reti messe a segno.
Il 26 luglio 2017, il Cosenza dà il via alla campagna abbonamenti per la stagione 2017-2018, con la possibilità di sottoscrivere la propria tessera presso lo store all'interno dello Stadio San Vito-Gigi Marulla.
Dopo un avvio negativo, il 25 settembre 2017, la società decide di sollevare dall'incarico mister Fontana, visto il magro bottino di 2 punti dopo le prime cinque giornate di campionato.
Il 27 settembre 2017, dopo aver interpellato a vario titolo diversi allenatori, il Direttore Sportivo Trinchera ed il presidente Guarascio, affidano la guida tecnica della squadra a Piero Braglia.
Alla fine della regular season, la compagine calabrese si piazza al 5º posto del girone C di Serie C, piazzamento che risulta essere il miglior risultato raggiunto negli ultimi 15 anni (a pari merito con la stagione 2015/2016) e che gli vale l'accesso ai Play-off. I lupi si rendono protagonisti di un’incredibile cavalcata, superando tutti i turni dei play-off: Sicula Leonzio, Casertana, Trapani, Sambenedettese, Sudtirol, tutte devono arrendersi allo strapotere del Cosenza. Si arriva così alla finale play off, sul neutro di Pescara, contro il Siena che vede i calabresi vittoriosi per 3-1, risultato che riporta la compagine bruzia in Serie B dopo 15 anni d'assenza.

## Divise e sponsor
Per la stagione 2017-2018 sono stati confermati come sponsor tecnico Legea, come Main Sponsor ufficiale Ecologia Oggi e come Top Sponsor Volkswagen, rappresentata dal Gruppo Chiappetta.
| Casa | Trasferta | 1^ portiere | 2^ portiere | 3^ portiere | 4^ portiere | 5^ portiere |  |

## Organigramma societario
Organigramma societario tratto dal sito ufficiale.
Area direttiva
- Presidente: Eugenio Guarascio
- Direttore sportivo: Stefano Trinchera
- Team manager: Kevin Marulla
- Responsabile delle Relazioni Istituzionali: Carlo Federico
- Delegato Sicurezza: Luca Giordano
- S.L.O. (Supporter Liason Officer): Andrea Montanini

Ufficio stampa
- Responsabile Ufficio Stampa: Gianluca Pasqua
- Collaboratore Ufficio Stampa: Francesco La Luna
- Fotografo Ufficiale: Michele De Marco

Area Amministrativa
- Segretario generale: Andrea De Poli
- Responsabile legale: Roberta Anania
- Responsabile Amministrativo: Daniel Inderst
- Contabilità: Grazia Costantino

Store e Biglietteria
- Responsabile Accessi: Enzo Sirangelo
- Responsabile Biglietteria : Teodoro Gioia
- Responsabile Store: Maria Saverino

Area Marketing
- Responsabile Marketing e Commerciale: Simona Di Carlo
- Responsabile Comunicazione Creativa: Ilenia Caputo
- Responsabile Comunicazione Creativa: Davide Imbrogno
- Fotografo di Campo: Denise Cavaliere

Area tecnica
- Allenatore: Piero Braglia
- Allenatore in seconda: Roberto Occhiuzzi
- Collaboratore tecnico: Luigi Pincente
- Preparatore dei portieri: Antonio Fischetti

Area sanitaria
- Medico sociale: dott. Enrico Costabile
- Responsabile sanitario: dott. Ippolito Bonofiglio

## Rosa
| N. |                     | Ruolo | Calciatore              |
| -- | ------------------- | ----- | ----------------------- |
| 1  | Lettonia (bandiera) | P     | Kristaps Zommers        |
| 2  | Italia (bandiera)   | D     | Angelo Corsi (capitano) |
| 5  | Italia (bandiera)   | D     | Riccardo Idda           |
| 6  | Italia (bandiera)   | C     | Luca Palmiero           |
| 7  | Italia (bandiera)   | C     | Domenico Mungo          |
| 10 | Uruguay (bandiera)  | D     | Juan Ramos              |
| 11 | Italia (bandiera)   | A     | Leonardo Perez          |
| 12 | Italia (bandiera)   | P     | Francesco Quintiero     |
| 13 | Italia (bandiera)   | D     | Federico Pasqualoni     |
| 14 | Nigeria (bandiera)  | A     | David Okereke           |
| 15 | Italia (bandiera)   | D     | Alberto Boniotti        |
| 16 | Francia (bandiera)  | A     | Allan Pierre Baclet     |
| 18 | Italia (bandiera)   | C     | Michele Collocolo       |

| N. |                    | Ruolo | Calciatore          |
| -- | ------------------ | ----- | ------------------- |
| 20 | Italia (bandiera)  | C     | Mattia Trovato      |
| 21 | Italia (bandiera)  | C     | Mirko Bruccini      |
| 22 | Italia (bandiera)  | P     | Umberto Saracco     |
| 23 | Italia (bandiera)  | C     | Matteo Calamai      |
| 25 | Italia (bandiera)  | A     | Gennaro Tutino      |
| 26 | Italia (bandiera)  | C     | Massimo Loviso      |
| 28 | Italia (bandiera)  | A     | Gianluigi Sueva     |
| 29 | Italia (bandiera)  | D     | Manuel Pascali      |
| 30 | Italia (bandiera)  | D     | Tommaso D'Orazio    |
| 31 | Albania (bandiera) | D     | Kastriot Dermaku    |
| 33 | Italia (bandiera)  | D     | Agostino Camigliano |
| 34 | Italia (bandiera)  | D     | Mario Greco         |
| 36 | Italia (bandiera)  | C     | Thomas Braglia      |

## Calciomercato

### Sessione estiva(dal 1/7 al 31/8)
| Acquisti | Acquisti            | Acquisti           | Acquisti      |
| R.       | Nome                | da                 | Modalità      |
| -------- | ------------------- | ------------------ | ------------- |
| D        | Tommaso D'Orazio    | Teramo             | riscattato    |
| D        | Roberto De Luca     | Castrovillari      | fine prestito |
| D        | Vincenzo Di Somma   | Potenza            | fine prestito |
| D        | Riccardo Idda       | Virtus Francavilla | definitivo    |
| D        | Mattia Novello      | San Severo         | fine prestito |
| D        | Manuel Pascali      | Cittadella         | definitivo    |
| D        | Federico Pasqualoni | Novara             | definitivo    |
| D        | Alberto Boniotti    | Pordenone/Brescia  | prestito      |
| D        | Kastriot Dermaku    | Empoli             | definitivo    |
| C        | Mirko Bruccini      | Lucchese           | definitivo    |
| C        | Matteo Calamai      | Lumezzane          | riscattato    |
| C        | Massimo Loviso      | AlbinoLeffe        | definitivo    |
| C        | Luca Palmiero       | Napoli             | prestito      |
| C        | Mattia Trovato      | Fiorentina         | prestito      |
| A        | Giuseppe Caccavallo | Venezia            | prestito      |
| A        | Luigi Liguori       | Napoli             | prestito      |
| A        | Gennaro Tutino      | Napoli             | prestito      |

| Cessioni | Cessioni           | Cessioni    | Cessioni                 |
| R.       | Nome               | a           | Modalità                 |
| -------- | ------------------ | ----------- | ------------------------ |
| P        | Paolo Pellegrino   | Taranto     | prestito                 |
| D        | Edoardo Blondett   | Livorno     | definitivo               |
| D        | Andrea Bilotta     | Taranto     | prestito                 |
| D        | Emanuele D'Anna    | Casertana   | fine contratto           |
| D        | Luca Tedeschi      | Catania     | definitivo               |
| D        | Saverio Madrigali  | Fiorentina  | fine prestito            |
| D        | Andrea Meroni      | Empoli      | fine prestito            |
| D        | Roberto De Luca    | Gela        | prestito                 |
| D        | Mattia Novello     | Albalonga   | fine contratto           |
| D        | Vincenzo Di Somma  | Potenza     | definitivo               |
| C        | Giorgio Capece     | Juve Stabia | definitivo               |
| C        | Cristian Caccetta  | Catania     | definitivo               |
| C        | Roberto Ranieri    | Atalanta    | fine prestito            |
| C        | Marco Criaco       |             | risoluzione contrattuale |
| A        | Giovanni Cavallaro | Nocerina    | fine contratto           |
| A        | Antonio Letizia    | Foggia      | fine prestito            |
| A        | Alfredo Trombino   | Gela        | definitivo               |
| A        | Davide Ruffolo     | Altamura    | prestito                 |

### Operazioni esterne(dal 1/9 al 31/12)
| Acquisti | Acquisti | Acquisti | Acquisti |
| R.       | Nome     | da       | Modalità |
| -------- | -------- | -------- | -------- |

| Cessioni | Cessioni        | Cessioni | Cessioni   |
| R.       | Nome            | a        | Modalità   |
| -------- | --------------- | -------- | ---------- |
| A        | Luca Pellegrino | Palmi    | definitivo |

### Sessione invernale(dal 3/1 al 31/1)
| Acquisti | Acquisti            | Acquisti   | Acquisti      |
| R.       | Nome                | da         | Modalità      |
| -------- | ------------------- | ---------- | ------------- |
| P        | Kristaps Zommers    | Parma      | prestito      |
| D        | Agostino Camigliano | Cittadella | prestito      |
| D        | Juan Ramos          | Parma      | prestito      |
| C        | Thomas Braglia      | Colligiana | svincolato    |
| A        | David Okereke       | Spezia     | prestito      |
| A        | Leonardo Perez      | Ascoli     | definitivo    |
| A        | Davide Ruffolo      | Altamura   | fine prestito |

| Cessioni | Cessioni            | Cessioni       | Cessioni      |
| R.       | Nome                | a              | Modalità      |
| -------- | ------------------- | -------------- | ------------- |
| P        | Pietro Perina       | Sambenedettese | prestito      |
| D        | Paride Pinna        | Casertana      | definitivo    |
| C        | Andrea Gaudio       | Argentina      | definitivo    |
| C        | Omar Grosso         | Castrovillari  | prestito      |
| C        | Pierluigi Iudicelli | Messina        | prestito      |
| C        | Giuseppe Statella   | Ternana        | definitivo    |
| A        | Giuseppe Caccavallo | Venezia        | fine prestito |
| A        | Luigi Liguori       | Fidelis Andria | prestito      |
| A        | Ettore Mendicino    | Monza          | prestito      |
| A        | Davide Ruffolo      | FC Francavilla | prestito      |
| A        | Marco Stranges      | Messina        | prestito      |
| A        | Simone Tribulato    | Acireale       | prestito      |

## Risultati

### Serie C

#### Girone di andata
| Arbitro: | Camplone (Pescara) |

|                                     |           |              |
| Mercadante 9’ 11’ Scoppa 87’ (rig.) | Marcatori | 17’ Bruccini |

| Arbitro: | De Tullio (Bari) |

|  |           |                          |
|  | Marcatori | 45’ Cesaretti 46’ Talamo |

| Matera 9 settembre 2017, ore 18:30 CEST 3ª giornata | Matera            | 0 – 0 referto | Cosenza | XXI Settembre-Franco Salerno (2.000 spett.)\| Arbitro: \| Perotti[61] (Legnano) \| |
| Arbitro:                                            | Perotti (Legnano) |               |         |                                                                                    |

| Arbitro: | Curti (Milano) |

|             |           |            |
| Pascali 93’ | Marcatori | 72’ Curcio |

| Arbitro: | Mantelli (Brescia) |

|                                               |           |                        |
| Grillo 22’ Catania 37’ Sandomenico 75’, 90+2’ | Marcatori | 1’ Mendicino 13’ Mungo |

| Arbitro: | Dionisi (L'Aquila) |

|  |           |               |
|  | Marcatori | 11’ Mazzarani |

| Arbitro: | Massimi (Termoli) |

|  |           |               |
|  | Marcatori | 55’ Mendicino |

| Arbitro: | Volpi (Arezzo) |

|  |           |                                     |
|  | Marcatori | 12’ Alfageme 41’ Carriero 81’ Galli |

| 14 ottobre 2017 9ª giornata |  | – Turno di riposo Cosenza |  |  |

| Arbitro: | Schirru (Nichelino) |

|                             |           |           |
| Loviso 20’ (rig.) Mungo 62’ | Marcatori | 31’ Petta |

| Arbitro: | Marchetti (Ostia Lido) |

|             |           |  |
| Mancosu 73’ | Marcatori |  |

| Arbitro: | D'Ascanio (Ancona) |

|           |           |          |
| Mungo 38’ | Marcatori | 88’ Nolé |

| Arbitro: | Marcenaro (Genova) |

|  |           |                          |
|  | Marcatori | 4’ Statella 29’ Bruccini |

| Arbitro: | Fiorini (Frosinone) |

|              |           |  |
| Bruccini 48’ | Marcatori |  |

| Arbitro: | Viotti (Tivoli) |

|                           |           |              |
| Zanini 31’ A. Letizia 46’ | Marcatori | 95’ D'Orazio |

| Cosenza 25 novembre 2017, ore 16:30 CET 16ª giornata | Cosenza                    | 0 – 0 referto | Sicula Leonzio | San Vito-Gigi Marulla (1.515 spett.)\| Arbitro: \| Robilotta[77] (Sala Consilina) \| |
| Arbitro:                                             | Robilotta (Sala Consilina) |               |                |                                                                                      |

| Rende 3 dicembre 2017, ore 16:30 CET 17ª giornata | Rende        | 0 – 0 referto | Cosenza | Marco Lorenzon (3.290 spett.)\| Arbitro: \| Mei[79] (Pesaro) \| |
| Arbitro:                                          | Mei (Pesaro) |               |         |                                                                 |

| Arbitro: | Cudini (Fermo) |

|                                      |           |             |
| Baclet 34’ 75’ (rig.) 77’ Tutino 69’ | Marcatori | 16’ Madonia |

| Arbitro: | Amabile (Vicenza) |

|                      |           |                        |
| Reginaldo 61’ (rig.) | Marcatori | 37’ Mendicino 83’ Idda |

#### Girone di ritorno
| Arbitro: | Maggioni (Lecco) |

|                         |           |  |
| Tutino 61’ Bruccini 87’ | Marcatori |  |

| Arbitro: | De Angeli (Abbiategrasso) |

|  |           |                          |
|  | Marcatori | 9’ Bruccini 67’ D'Orazio |

| Arbitro: | Schirru (Nichelino) |

|                       |           |               |
| Pascali 64’ Corsi 82’ | Marcatori | 88’ Dugandžić |

| Arbitro: | D'Apice (Arezzo) |

|          |           |                   |
| Rada 40’ | Marcatori | 52’ (rig.) Loviso |

| Cosenza 4 febbraio 2018, ore 16:30 CET 24ª giornata | Cosenza         | 0 – 0 referto | Siracusa | San Vito-Gigi Marulla (2.169 spett.)\| Arbitro: \| Guida[89] (Salerno) \| |
| Arbitro:                                            | Guida (Salerno) |               |          |                                                                           |

| Arbitro: | Sozza (Seregno) |

|                        |           |                        |
| Barišič 31’ Manneh 88’ | Marcatori | 18’ Mungo 26’ Bruccini |

| Arbitro: | Fiorini (Frosinone) |

|                     |           |                    |
| Bruccini 44’ (rig.) | Marcatori | 66’ Hadžiosmanović |

| Arbitro: | Capone (Palermo) |

|              |           |  |
| Alfageme 45’ | Marcatori |  |

| 4 marzo 2018 28ª giornata |  | – Turno di riposo Cosenza |  |  |

| Bisceglie 11 marzo 2018, ore 18:30 CET 29ª giornata | Bisceglie                  | 0 – 0 referto | Cosenza | Gustavo Ventura (700 spett.)\| Arbitro: \| Garofalo[97] (Torre del Greco) \| |
| Arbitro:                                            | Garofalo (Torre del Greco) |               |         |                                                                              |

| Arbitro: | Amabile (Vicenza) |

|  |           |              |
|  | Marcatori | 74’ Saraniti |

| Arbitro: | Camplone (Pescara) |

|  |           |           |
|  | Marcatori | 58’ Perez |

| Cosenza 25 marzo 2018, ore 18:30 CEST 32ª giornata | Cosenza             | 0 – 0 referto | Akragas | San Vito-Gigi Marulla (1.175 spett.)\| Arbitro: \| Maranesi[101] (Ciampino) \| |
| Arbitro:                                           | Maranesi (Ciampino) |               |         |                                                                                |

| Arbitro: | Meleleo (Casarano) |

|               |           |                         |
| Marzorati 84’ | Marcatori | 28’ Calamai 48’ Dermaku |

| Cosenza 8 aprile 2018, ore 14:30 CEST 34ª giornata | Cosenza        | 0 – 0 referto | Catanzaro | San Vito-Gigi Marulla (6.029 spett.)\| Arbitro: \| Volpi[104] (Arezzo) \| |
| Arbitro:                                           | Volpi (Arezzo) |               |           |                                                                           |

| Arbitro: | Guarnieri (Empoli) |

|  |           |              |
|  | Marcatori | 37’ D'Orazio |

| Arbitro: | Nicoletti (Catanzaro) |

|  |           |                                            |
|  | Marcatori | 15’ Goretta 40’ Viteritti 72’ D. Gigliotti |

| Arbitro: | Zingarelli (Siena) |

|               |           |                                                         |
| Partipilo 72’ | Marcatori | 1’, 38’ Tutino 15’ (rig.) Perez 30’ Corsi 90+3’ Okereke |

| Arbitro: | Mei (Pesaro) |

|                                         |           |                |
| Tutino 17’, 26’, 90+4’ Fazio 38’ (aut.) | Marcatori | 72’, 80’ Drudi |

#### Play-off
| Arbitro: | Massimi (Termoli) |

|                               |           |             |
| Okereke 82’ Baclet 87’ (rig.) | Marcatori | 49’ Bollino |

| Arbitro: | Prontera (Bologna) |

|           |           |             |
| Tutino 2’ | Marcatori | 13’ Finizio |

#### Play-off - Fase Nazionale
| Arbitro: | Perotti (Legnano) |

|                        |           |                |
| Tutino 53’ Okereke 79’ | Marcatori | 90+2’ Polidori |

| Arbitro: | Sozza (Seregno) |

|  |           |                        |
|  | Marcatori | 61’ Okereke 79’ Tutino |

| Arbitro: | Robilotta (Sala Consilina) |

|                         |           |            |
| Bruccini 22’ Baclet 87’ | Marcatori | 61’ Marchi |

| Arbitro: | Prontera (Bologna) |

|  |           |                            |
|  | Marcatori | 6’ Mungo 78’ (rig.) Baclet |

| Arbitro: | Dionisi (L'Aquila) |

|         |           |  |
| Cia 90’ | Marcatori |  |

| Arbitro: | Volpi (Arezzo) |

|                                    |           |  |
| Baclet 71’ Frascatore 90+5’ (aut.) | Marcatori |  |

| Arbitro: | Massimi (Termoli) |

|                    |           |                                    |
| Marotta 73’ (rig.) | Marcatori | 35’ Bruccini 48’ Tutino 87’ Baclet |

### Coppa Italia
| Arbitro: | Robilotta (Sala Consilina) |

|                                 |           |                                               |
| Fissore 88’ (aut.) Pascali 105’ | Marcatori | 90+1’ Cazzola 113’ Celjak 119’ (aut.) Pascali |

### Coppa Italia Serie C

#### Fase a eliminazione diretta
| Arbitro: | Zingarelli (Siena) |

|              |           |                 |
| Russotto 78’ | Marcatori | 56’ 75’ Liguori |

| Arbitro: | Robilotta (Sala Consilina) |

|               |           |  |
| Calamai 90+5’ | Marcatori |  |

| Arbitro: | Perotti (Legnano) |

|  |           |                        |
|  | Marcatori | 61’ Okereke 67’ Loviso |

#### Semifinale
| Arbitro: | Proietti (Terni) |

|                                              |           |              |
| Pascali 7’ (aut.) Jefferson 33’ De Sousa 90’ | Marcatori | 41’ Bruccini |

| Arbitro: | Prontera (Bologna) |

|                      |           |               |
| Tutino 30’ Perez 90’ | Marcatori | 83’ Calderini |

## Statistiche
Aggiornato al 16 giugno 2018

### Statistiche di squadra
| Competizione         | Punti                    | In casa | In casa | In casa | In casa | In casa | In casa | In trasferta | In trasferta | In trasferta | In trasferta | In trasferta | In trasferta | Totale | Totale | Totale | Totale | Totale | Totale | DR  |
| Competizione         | Punti                    | G       | V       | N       | P       | Gf      | Gs      | G            | V            | N            | P            | Gf           | Gs           | G      | V      | N      | P      | Gf     | Gs     | DR  |
| -------------------- | ------------------------ | ------- | ------- | ------- | ------- | ------- | ------- | ------------ | ------------ | ------------ | ------------ | ------------ | ------------ | ------ | ------ | ------ | ------ | ------ | ------ | --- |
| Serie C              | 54                       | 18      | 6       | 7       | 5       | 18      | 18      | 18           | 8            | 5            | 5            | 23           | 17           | 36     | 14     | 11     | 11     | 41     | 35     | +6  |
| Play-off             | Vincitrice               | 5       | 4       | 1       | 0       | 9       | 4       | 4            | 3            | 0            | 1            | 7            | 2            | 9      | 7      | 1      | 1      | 16     | 6      | +10 |
| Coppa Italia         | Primo turno eliminatorio | 1       | 0       | 0       | 1       | 2       | 3       | -            | -            | -            | -            | -            | -            | 1      | 0      | 0      | 1      | 2      | 3      | -1  |
| Coppa Italia Serie C | Semifinale               | 2       | 2       | 0       | 0       | 3       | 1       | 3            | 2            | 0            | 1            | 5            | 4            | 5      | 4      | 0      | 1      | 8      | 5      | +3  |
| Totale               | -                        | 26      | 12      | 8       | 6       | 32      | 26      | 25           | 13           | 5            | 7            | 35           | 23           | 51     | 25     | 12     | 14     | 67     | 49     | +18 |

### Andamento in campionato
| Giornata  | 1  | 2  | 3  | 4  | 5  | 6  | 7  | 8  | 9  | 10 | 11 | 12 | 13 | 14 | 15 | 16 | 17 | 18 | 19 | 20 | 21 | 22 | 23 | 24 | 25 | 26 | 27 | 28 | 29 | 30 | 31 | 32 | 33 | 34 | 35 | 36 | 37 | 38 |
| --------- | -- | -- | -- | -- | -- | -- | -- | -- | -- | -- | -- | -- | -- | -- | -- | -- | -- | -- | -- | -- | -- | -- | -- | -- | -- | -- | -- | -- | -- | -- | -- | -- | -- | -- | -- | -- | -- | -- |
| Luogo     | T  | C  | T  | C  | T  | C  | T  | C  | R  | C  | T  | C  | T  | C  | T  | C  | T  | C  | T  | C  | T  | C  | T  | C  | T  | C  | T  | R  | T  | C  | T  | C  | T  | C  | T  | C  | T  | C  |
| Risultato | P  | P  | N  | N  | P  | P  | V  | P  | -  | V  | P  | N  | V  | V  | P  | N  | N  | V  | V  | V  | V  | V  | N  | N  | N  | N  | P  | -  | N  | P  | V  | N  | V  | N  | V  | P  | V  | V  |
| Posizione | 19 | 19 | 19 | 18 | 18 | 18 | 16 | 17 | 19 | 16 | 17 | 18 | 14 | 13 | 13 | 13 | 13 | 12 | 11 | 9  | 7  | 7  | 7  | 7  | 5  | 8  | 8  | 9  | 9  | 9  | 9  | 9  | 8  | 8  | 6  | 7  | 5  | 5  |

Legenda:

Luogo: C = Casa; T = Trasferta. Risultato: V = Vittoria; N = Pareggio; P = Sconfitta.

### Statistiche dei giocatori
| Giocatore     | Serie C  | Serie C | Serie C     | Serie C    | Coppa Italia | Coppa Italia | Coppa Italia | Coppa Italia | Coppa Italia Serie C | Coppa Italia Serie C | Coppa Italia Serie C | Coppa Italia Serie C | Serie C - Play-off | Serie C - Play-off | Serie C - Play-off | Serie C - Play-off | Totale   | Totale | Totale      | Totale     |
| Giocatore     | Presenze | Reti    | Ammonizioni | Espulsioni | Presenze     | Reti         | Ammonizioni  | Espulsioni   | Presenze             | Reti                 | Ammonizioni          | Espulsioni           | Presenze           | Reti               | Ammonizioni        | Espulsioni         | Presenze | Reti   | Ammonizioni | Espulsioni |
| ------------- | -------- | ------- | ----------- | ---------- | ------------ | ------------ | ------------ | ------------ | -------------------- | -------------------- | -------------------- | -------------------- | ------------------ | ------------------ | ------------------ | ------------------ | -------- | ------ | ----------- | ---------- |
| G. Azzinnari  | -        | -       | -           | -          | -            | -            | -            | -            | -                    | -                    | -                    | -                    | -                  | -                  | -                  | -                  | -        | -      | -           | -          |
| A. Baclet     | 32       | 3       | 8           | 0          | -            | -            | -            | -            | 4                    | 0                    | 0                    | 0                    | 7                  | 5                  | 3                  | 0                  | 43       | 8      | 11          | 0          |
| A. Boniotti   | 3        | 0       | 0           | 0          | -            | -            | -            | -            | 4                    | 0                    | 0                    | 0                    | 1                  | 0                  | 0                  | 0                  | 8        | 0      | 0           | 0          |
| T. Braglia    | -        | -       | -           | -          | -            | -            | -            | -            | 1                    | 0                    | 0                    | 0                    | -                  | -                  | -                  | -                  | 1        | 0      | 0           | 0          |
| M. Bruccini   | 30       | 7       | 6           | 0          | -            | -            | -            | -            | 4                    | 1                    | 0                    | 0                    | 9                  | 2                  | 1                  | 0                  | 43       | 10     | 7           | 0          |
| G. Caccavallo | 12       | 0       | 1           | 0          | 1            | 0            | 0            | 0            | -                    | -                    | -                    | -                    | -                  | -                  | -                  | -                  | 13       | 0      | 1           | 0          |
| M. Calamai    | 34       | 1       | 5           | 1          | 1            | 0            | 0            | 0            | 3                    | 1                    | 0                    | 0                    | 7                  | 0                  | 0                  | 0                  | 45       | 2      | 5           | 1          |
| A. Camigliano | 7        | 0       | 0           | 0          | -            | -            | -            | -            | 2                    | 0                    | 0                    | 0                    | 6                  | 0                  | 0                  | 0                  | 15       | 0      | 0           | 0          |
| M. Collocolo  | 1        | 0       | 0           | 0          | -            | -            | -            | -            | 1                    | 0                    | 0                    | 0                    | -                  | -                  | -                  | -                  | 2        | 0      | 0           | 0          |
| A. Corsi      | 33       | 2       | 4           | 1          | 1            | 0            | 1            | 0            | 4                    | 0                    | 2                    | 0                    | 9                  | 0                  | 0                  | 0                  | 47       | 2      | 7           | 1          |
| M. Criaco     | -        | -       | -           | -          | -            | -            | -            | -            | -                    | -                    | -                    | -                    | -                  | -                  | -                  | -                  | -        | -      | -           | -          |
| A. Crispino   | -        | -       | -           | -          | -            | -            | -            | -            | -                    | -                    | -                    | -                    | -                  | -                  | -                  | -                  | -        | -      | -           | -          |
| T. D'Orazio   | 31       | 3       | 2           | 0          | 1            | 0            | 0            | 0            | 2                    | 0                    | 0                    | 0                    | 9                  | 0                  | 1                  | 0                  | 43       | 3      | 3           | 0          |
| K. Dermaku    | 32       | 1       | 5           | 1          | -            | -            | -            | -            | 4                    | 0                    | 0                    | 0                    | 8                  | 0                  | 2                  | 0                  | 44       | 1      | 7           | 1          |
| A. Gaudio     | -        | -       | -           | -          | -            | -            | -            | -            | -                    | -                    | -                    | -                    | -                  | -                  | -                  | -                  | -        | -      | -           | -          |
| M. Greco      | -        | -       | -           | -          | -            | -            | -            | -            | -                    | -                    | -                    | -                    | -                  | -                  | -                  | -                  | -        | -      | -           | -          |
| R. Idda       | 34       | 1       | 7           | 0          | -            | -            | -            | -            | 2                    | 0                    | 0                    | 0                    | 9                  | 0                  | 1                  | 0                  | 45       | 1      | 8           | 0          |
| P. Iudicelli  | -        | -       | -           | -          | -            | -            | -            | -            | -                    | -                    | -                    | -                    | -                  | -                  | -                  | -                  | -        | -      | -           | -          |
| A. Liguori    | 8        | 0       | 2           | 0          | 1            | 0            | 0            | 0            | 1                    | 2                    | 0                    | 0                    | -                  | -                  | -                  | -                  | 10       | 2      | 2           | 0          |
| M. Loviso     | 20       | 2       | 6           | 0          | 1            | 0            | 0            | 0            | 4                    | 1                    | 0                    | 1                    | 4                  | 0                  | 0                  | 0                  | 29       | 3      | 6           | 1          |
| E. Mendicino  | 19       | 3       | 1           | 0          | 1            | 0            | 0            | 0            | 2                    | 0                    | 1                    | 0                    | -                  | -                  | -                  | -                  | 22       | 3      | 2           | 0          |
| D. Mungo      | 29       | 4       | 4           | 0          | 1            | 0            | 0            | 0            | 2                    | 0                    | 0                    | 1                    | 9                  | 1                  | 1                  | 0                  | 41       | 5      | 5           | 1          |
| D. Okereke    | 15       | 1       | 2           | 0          | -            | -            | -            | -            | 2                    | 1                    | 0                    | 0                    | 9                  | 3                  | 1                  | 0                  | 26       | 5      | 3           | 0          |
| F. Pace       | -        | -       | -           | -          | -            | -            | -            | -            | -                    | -                    | -                    | -                    | -                  | -                  | -                  | -                  | -        | -      | -           | -          |
| L. Palmiero   | 26       | 0       | 6           | 0          | 1            | 0            | 0            | 0            | 3                    | 0                    | 1                    | 0                    | 9                  | 0                  | 1                  | 0                  | 39       | 0      | 8           | 0          |
| M. Pascali    | 26       | 2       | 9           | 1          | 1            | 1            | 0            | 0            | 3                    | 0                    | 1                    | 0                    | 7                  | 0                  | 2                  | 0                  | 37       | 3      | 12          | 1          |
| F. Pasqualoni | 8        | 0       | 3           | 0          | -            | -            | -            | -            | 3                    | 0                    | 1                    | 0                    | 2                  | 0                  | 0                  | 0                  | 13       | 0      | 4           | 0          |
| L. Perez      | 14       | 2       | 2           | 0          | -            | -            | -            | -            | 3                    | 1                    | 0                    | 0                    | 6                  | 0                  | 0                  | 0                  | 23       | 3      | 2           | 0          |
| P. Perina     | 14       | -17     | 2           | 0          | 1            | -3           | 1            | 0            | -                    | -                    | -                    | -                    | -                  | -                  | -                  | -                  | 15       | -20    | 3           | 0          |
| P. Pinna      | 15       | 0       | 3           | 0          | 1            | 0            | 1            | 0            | 1                    | 0                    | 0                    | 0                    | -                  | -                  | -                  | -                  | 17       | 0      | 4           | 0          |
| F. Quintiero  | -        | -       | -           | -          | -            | -            | -            | -            | -                    | -                    | -                    | -                    | -                  | -                  | -                  | -                  | -        | -      | -           | -          |
| J.M. Ramos    | 8        | 0       | 0           | 0          | -            | -            | -            | -            | 2                    | 0                    | 0                    | 0                    | 2                  | 0                  | 0                  | 0                  | 12       | 0      | 0           | 0          |
| U. Saracco    | 22       | -18     | 2           | 0          | -            | -            | -            | -            | 3                    | -2                   | 1                    | 0                    | 9                  | -6                 | 1                  | 0                  | 34       | -26    | 4           | 0          |
| G. Statella   | 20       | 1       | 2           | 0          | 1            | 0            | 0            | 0            | 2                    | 0                    | 0                    | 0                    | -                  | -                  | -                  | -                  | 23       | 1      | 2           | 0          |
| M. Stranges   | -        | -       | -           | -          | -            | -            | -            | -            | -                    | -                    | -                    | -                    | -                  | -                  | -                  | -                  | -        | -      | -           | -          |
| G. Sueva      | -        | -       | -           | -          | -            | -            | -            | -            | -                    | -                    | -                    | -                    | -                  | -                  | -                  | -                  | -        | -      | -           | -          |
| M. Trovato    | 16       | 0       | 1           | 1          | -            | -            | -            | -            | 3                    | 0                    | 0                    | 0                    | 3                  | 0                  | 0                  | 0                  | 22       | 0      | 1           | 1          |
| G. Tutino     | 27       | 7       | 2           | 1          | 1            | 0            | 0            | 0            | 3                    | 1                    | 0                    | 0                    | 9                  | 4                  | 1                  | 0                  | 40       | 12     | 3           | 1          |
| K. Zommers    | -        | -       | -           | -          | -            | -            | -            | -            | 2                    | -3                   | 0                    | 0                    | 0                  | 0                  | 1                  | 0                  | 2        | -3     | 1           | 0          |

## Giovanili
Dal sito ufficiale della società
Staff tecnico
- Allenatore Berretti: Manuel Scalise[147]
- Allenatore Under 17: Danilo Angotti[148]
- Allenatore Under 15: Pierantonio Tortelli[149]
- Responsabile tecnico: carica vacante
- Responsabile staff medico: carica vacante
- Medico sociale: carica vacante
- Fisioterapista: carica vacante
- Preparatore Atletico Berretti: Fabio Sidoti[147]
- Preparatore Atletico Under 17: Domenico Lucchetta[148]
- Preparatore Atletico Under 15: carica vacante
- Preparatore Portieri: Andrea Marino